# Curse of the Puppet Master
A Curse of the Puppet Master 1998-as direkt-videóra kiadott amerikai horrorfilm, melyet Benjamin Carr írt David Schmoeller karakterei alapján, és David DeCoteau rendezett. Ez a hatodik film a Gyilkos bábok-sorozatban. George Peck kelti életre az őrült tudóst, Dr. Magrew-t, a lányát, Jane-t Emily Harrison játssza, a tehetséges árva fiút Robert (Tank) Winsley-t Josh Green alakítja. Míg a Gyilkos bábok 5.-öt a négy évvel korábban tervezett sorozat utolsó résznek szánták, jelen rész (amelynek története nagymértékben hasonlít az 1973-as Sssssss című filmre) útnak indította a folytatást. Ám ez a rész már korántsem volt annyira népszerű és sikeres, mint a korábbi epizódok, a készítők nem alkalmaztak animációkat, és a költségvetés is jelentősen alacsonyabb volt, azonban a forgatókönyv, a történet még ennek ellenére is megállta a helyét. A filmhez készült magyar nyelvű felirat.

## Történet
Toulon bábjai visszatérnek a sorozat hatodik részében. Ezúttal André Toulon gyilkos bábjai az őrült tudós, Dr. Magrew (George Peck) által vezetett Kisboldogasszony Házban, (The House of Marvels) egy bábmúzeumban tartózkodnak. Amikor Magrew és lánya, Jane (Emily Harrison) találkoznak egy fiatalemberrel (Josh Green), a tehetséges fafaragó Robert Tank-el, a doktor arra kéri őt, hogy hasznosítsa istenadta ajándékát, készítsen neki egy bábot. De ahogy Robert egyre mélyebbre gyökerezik a család furcsa világába, Magrew sötét, szörnyű tervei feltárulnak. A báboknak ismét gyilkolniuk kell mesterük tiszteletére...

## Szereposztás
- George Peck – Dr. Magrew
- Emily Harrison – Jane Magrew
- Josh Green – Robert "Tank" Winsley
- Michael D. Guerin – Joey Carp
- Michael Sollenberger – Station Owner
- Marc Newburger – Art Cooney
- Scott Boyer – Larry
- Jason Dean Booher – Pogo
- Robert Donavan – Sheriff Garvey
- Jason-Shane Scott – Deputy Wayburn
- William Knight – Medical Examiner
- Patrick Thomas – Shipping Agent
- Ariauna Albright – Operator's Voice
- J.R. Bookwalter – Tommy Berke's Voice

## A filmben szereplő bábok listája
- Blade
- Pinhead
- Leech Woman
- Jester
- Tunneler
- Torch (Stock Footage only)
- Six-Shooter
- Matt (Freak)
- Tank
- Dummy

## Kritikai fogadtatás
- A Rotten Tomatoes esetében a film 8246 felhasználó értékelése alapján 30%-os minősítést kapott.[3]
- Az IMDb filmadatbázison 4.0 ponton állt 2018 novemberében.[4]
- "Ez a film az előző öt rész imidzsének lerombolása, talán jobb lett volna ha el se készítik, nincs helye a sorozatban. A film története béna, a színészi teljesítmény nulla, és a film utolsó képsorai borzalmasan gagyi. Van egy meglehetősen tisztességes bosszú jelenet a filmben, de nem sok más jót lehet mondani erről a gyöngyszemről. Ez a sorozat legrosszabb része."[5]
- "Határozottan ez a leggyengébb darab a hat részből! Nem a történettel van baj, mert a forgatókönyv nagyon jól meg van írva, azonban a megvalósítása szörnyű, nagyon érezni rajta az alacsony költségvetést, kár érte! David Allen távozása nyomott hagy a film minőségén. Túlságosan hirtelen ér véget a film, amikor Magrew, Jane-t elküldte otthonról, hogy megvalósíthassa tervét, megpróbálja átültetni Robert Tank lelkét egy fém-robotos bábuba, ami furcsa, mert az egész játékidő alatt egy fából készült bábot fabrikált! Mindenesetre a utolsó képsorok nagyon szórakoztatóak, de gyorsan és hirtelen ér véget."

## Megjelenés
AZ Egyesült Államokban 2017. július 7-én jelent meg a Full Moon Features forgalmazásában Blu-ray disc-en.
Magyarországon nem került forgalmazásba.

## Háttér
A Bábok legtöbb jelenete a Gyilkos bábok sorozat korábbi részeiből lett átmásolva. A film története eredetileg Egyiptomban zajlott volna, ahol a bábok egy múmia ellen harcolnak, de később az ötletet elvetették. Ez az első Gyilkos bábok film, amely nem használ stop-motion animációt, és amelyben David Allen már nem vett részt. A Full Moon ezzel a résszel indult hanyatlásnak, amely egészen a Puppet Master: The Legacy tartott. A forgatás során George Peck megbetegedett, a film producere, Kirk Edward Hansen azonban helyettesítette feladatkörében.